# Moldavien i olympiska sommarspelen 2000
Moldavien deltog i de olympiska sommarspelen 2000 med en trupp bestående av 34 deltagare, 29 män och 5 kvinnor, och de tog totalt två medaljer.

## Medaljer

### Silver
- Oleg Moldovan - Skytte, 10 m rörligt mål

### Brons
- Vitalie Grușac - Boxning, weltervikt

## Boxning
Weltervikt
- Vitalie Grușac
  - Omgång 1 — Besegrade Tsegasellase Aregawi från Etiopien
  - Omgång 2 — Besegrade Sherzod Husanov från Uzbekistan
  - Kvartsfinal — Besegrade Bulent Ulusoy från Turkiet
  - Semifinal — Förlorade mot Sergey Dotsenko från Ukraina — Brons

## Friidrott
Herrarnas 800 meter
- Vitalie Cerches
  - Omgång 1 — 01:52.15 (gick inte vidare)

Herrarnas 400 meter häck
- Vadim Zadoinov
  - Omgång 1 — 51.08 (gick inte vidare)

Herrarnas 3 000 meter hinder
- Iaroslav Musinschi
  - Omgång 1 — 08:42.04 (gick inte vidare)

Herrarnas kulstötning
- Ivan Emelianov
  - Kval — 17.63 (gick inte vidare)

Herrarnas släggkastning
- Roman Rozna
  - Kval — 68.01 (gick inte vidare)

Herrarnas 20 kilometer gång
- Efim Motpan
  - Final — DNF

Herrarnas 50 kilometer gång
- Fedosei Ciumacenco
  - Final — DQ

Herrarnas maraton
- Valeriu Vlas
  - Final — 2:24:35 (55:e plats)

Damernas höjdhopp
- Inna Gliznutza
  - Kval — 1.89 (gick inte vidare)

- Olga Bolşova
  - Kval — 1.85 (gick inte vidare)

Damernas maraton
- Valentina Enachi
  - Final — DNF